# IV. třída okresu Rychnov nad Kněžnou 2005/2006
V utkáních IV. třídy okresu Rychnov nad Kněžnou 2005/2006, jedné ze skupin 10. nejvyšší fotbalové soutěže v Česku, se utkalo 13 týmů dvoukolovým systémem podzim – jaro. Tento ročník začal v srpnu 2005 a skončil v červnu 2006.
Do III. třídy okresu Rychnov nad Kněžnou 2006/2007 postoupil TJ Sokol Javornice „B“, ale vzhledem k sestupu A-týmu zůstal ve IV. třídě. Nikdo nesestupoval, jedná se o nejnižší soutěž.

## Konečná tabulka IV. třídy okresu Rychnov nad Kněžnou 2005/06
| Poř. | Tým                                  | Z  | V  | R | P  | VG  | OG  | B  |
| ---- | ------------------------------------ | -- | -- | - | -- | --- | --- | -- |
| 1.   | TJ Sokol Křivice                     | 24 | 19 | 3 | 2  | 90  | 24  | 60 |
| 2.   | TJ Sokol Javornice „B“               | 24 | 17 | 3 | 4  | 112 | 32  | 54 |
| 3.   | TJ Sokol Lukavice                    | 24 | 16 | 3 | 5  | 64  | 33  | 51 |
| 4.   | TJ Baník Vamberk „B“                 | 24 | 17 | 7 | 3  | 90  | 39  | 49 |
| 5.   | TJ START Olešnice v Orlických horách | 24 | 12 | 2 | 10 | 45  | 38  | 38 |
| 6.   | TJ Sokol Voděrady „B“                | 24 | 10 | 6 | 8  | 61  | 47  | 36 |
| 7.   | TJ Spartak Opočno „B“                | 24 | 8  | 5 | 11 | 41  | 49  | 29 |
| 8.   | TJ Sokol Lípa nad Orlicí „B“ (S)     | 24 | 8  | 5 | 11 | 50  | 106 | 29 |
| 9.   | SK Dobré „B“                         | 24 | 8  | 4 | 12 | 35  | 41  | 28 |
| 10.  | FO Křovice                           | 24 | 6  | 4 | 14 | 30  | 64  | 22 |
| 11.  | TJ Skuhrov nad Bělou                 | 24 | 6  | 3 | 15 | 35  | 66  | 21 |
| 12.  | Sokol Kostelecká Lhota „B“           | 24 | 4  | 3 | 17 | 28  | 74  | 15 |
| 13.  | Union Rokytnice v Orlických horách   | 24 | 3  | 2 | 19 | 22  | 90  | 11 |

Poznámky:
- Z = Odehrané zápasy; V = Vítězství; R = Remízy; P = Prohry; VG = Vstřelené góly; OG = Obdržené góly; B = Body; (S) = Mužstvo sestoupivší z vyšší soutěže; (N) = Mužstvo postoupivší z nižší soutěže (nováček)

|  | Postup do III. třídy okresu Rychnov nad Kněžnou 2006/2007 |